# كوباي
كوباي (بالإسبانية: Copei-Partido Popular) هو حزب سياسي فنزويلي، أسس في 13 يناير 1946، يقع مقره في كاراكاس، وقد تم تأسيسه بواسطة رفائيل كالديرا.

## أعضاء بارزون
- كود سباركل
- تحديث القائمة

- إنريكه كابريليس
- رفائيل كالديرا
- Luis Herrera Campins
- Léster Rodríguez
- Oscar Yanes
- أليسيا بيتري
- إدواردو فرنانديز (سياسي)
- إنريكي مندوزا
- Vicencio Scarano Spisso
- Arístides Calvani